# Construcción rural

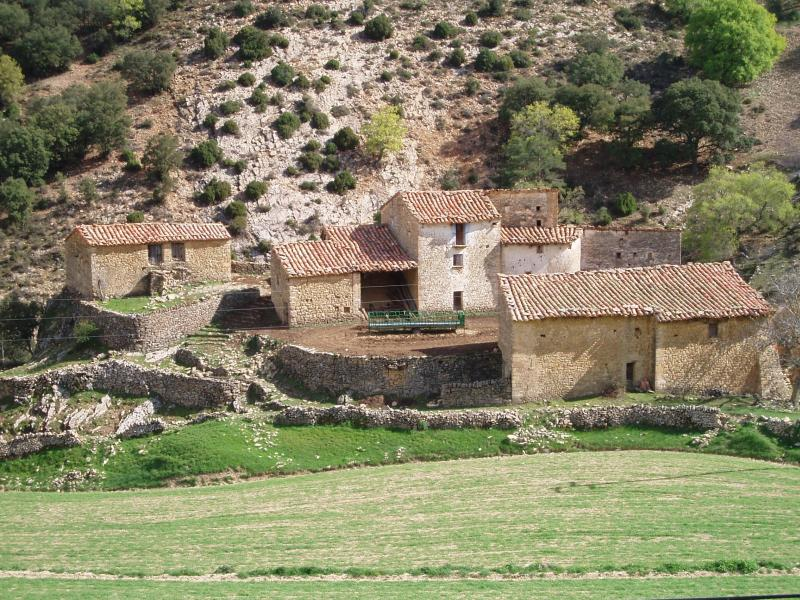
Masía de la Paloma en Olocau del Rey, Castellón, España

Las construcciones rurales son los edificios que se construyen en el ámbito rural. Puede entenderse de dos maneras bien distintas:
- Como la consecuencia de la actividad de la cultura rural.
- Como rama de la comercialización agrícola.

## Construcción rural tradicional
Suele ser el resultado de la autoconstrucción del hábitat rural por la propia comunidad campesina. Se caracteriza por utilizar los recursos locales como materiales de construcción y respondiendo a las limitaciones naturales del entorno en el que se incluye (clima, vegetación), a las necesidades directas de su actividad (usos agrícolas) y de la familia que la construye, sin darse nunca por terminada, pues crece con ella.

## Construcción rural en ingeniería agrícola
Entendida como rama de ingeniería agrícola, la construcción rural es la que se encarga de la construcción y el diseño de estructuras agroindustriales (invernaderos, galpones, naves, industrias conserveras, del cuero, almazaras, desaladoras, depuradoras,  instalaciones para alojamiento animal y almacenamiento de productos agrícolas) y también de vivienda rural. Desde ese punto de vista se encamina a tres ámbitos: costos, diseño y análisis, y conservación del medio ambiente. 

### Costos
Tiene como objetivo seleccionar las condiciones óptimas en cuanto a gastos e inversiones requeridos para una determinada instalación, en este caso el Ingeniero Agrícola se debe esforzar en la medida de lo posible por trabajar con materiales de la mejor calidad y en condiciones favorables a costos razonables y que ofrezcan un margen satisfactorio de ganancias y aumento de la productividad para quien haga uso del trabajo realizado por el Ingeniero Agrícola.

### Diseño y análisis estructural, sísmico y topográfico
El Ingeniero Agrícola haciendo uso de los conceptos fundamentales de Análisis estructural, Diseño estructural, Topografía y Geotecnia está en la capacidad de diseñar obras de infraestructura a nivel rural, teniendo en cuenta el uso que se le va a dar a la instalación así como la forma y la composición del terreno y fenómenos naturales históricos del mismo para adaptar la mejor solución en las diferentes situaciones en las cuales se requiera construir una estructura por parte del Ingeniero Agrícola; claro está, bajo las más estrictas normas de calidad, construcción y sismorresistencia de cada organismo competente en la materia.

### Conservación del medio ambiente
El profesional debe velar en todo momento porque se respete el entorno, la flora y la fauna del lugar donde se realiza la obra, evitando la generación excesiva de desechos de materiales o el uso de aditivos con alto impacto negativo para la conservación de la capa de ozono, el Ingeniero Agrícola debe ser consciente que en construcción el manejo de materiales es complicado y por ende debe contar siempre a la mano con un plan bien estructurado y puntual acerca del manejo adecuado de residuos sólidos el cual no atente contra el bienestar de la población ni mucho menos del lugar donde se ejecute la obra.

### Características y requerimientos de las edificaciones rurales
- La característica más destacada de las construcciones rurales es su extrema simplicidad, que está estrechamente relacionada con el empleo directo de los materiales más a mano, en los métodos de ejecución más elementales y en el aprovechamiento máximo posible de la mano de obra campesina.
- Los edificios rurales generalmente no presentan gran elevación.
- Generalmente, poco valor estético, funcionales, para facilitar el manejo.
- Buena ventilación e iluminación.
- Para que la luz solar penetre al máximo en el interior de los locales, conviene colocar las ventanas lo más alta posibles.Esta altura varía de acuerdo al lugar en el que se encuentre.Conviene que no estén más baja de 1,50m desde el suelo.
- Los graneros deben de colocarse lejos de los establos y de los estercoleros, deben estar bien ventilados, de ser posible deberá manejarse ventilación cruzada.
- La distancia entre las estructuras va desde 3m a 6m. según el volumen del edificio.
- Deben ser higiénicas, de fácil aseo, con pendientes y drenajes.
- Duraderas: Materiales resistentes.